# Возницыны
Возницыны  — русский дворянский род.
Фамилия Возницыных происходит от польской фамилии Возницких (z Woznik Woznicki), герба Бычка (Ciołek). Ян с Возника Возницкий был подкормием Ленчицкого воеводства во второй половине XV века. В начале XVI столетия некоторые члены фамилии переселились в Россию и стали писаться Возницыными.
При подаче документов (1686), для внесения рода в Бархатную книгу, была предоставлена родословная роспись Возницыных, за подписью Прокофия Возницына.

## История рода
Предки их были новгородцы, переведенные после покорения Новгорода во Владимир. Никита и Фёдор Ивановичи владели поместьями в Деревской пятине (1495). Новгородский помещик Слых Назимович упоминается в первой половине XVI века. Философ Возницын провожал от Смоленска до Орши гонца Воропанова (1522). Артемий Тимофеевич упомянут в шведском походе (1549), Трифон Иванович в полоцком походе (1551). Андрей Михайлович убит при взятии Казани (1552), имя его вписано в синодик московского Успенского собора на вечное поминовение. Путило Возницын имел сына Прокофия, служившего в числе детей боярских по Владимиру (1570—1582). Степан Михайлович Звенигородский помещик (1592).
Потомки Прокофия служили дьяками в царствование Фёдора Ивановича, Иоанна и Петра Алексеевичей. Прокофий Богданович, думный дьяк, приобрёл известность, как дипломат, ездил послом к Римскому императору с титулом наместника Болховского и его сопровождали его племянники: Андрей Фёдорович и Иван Артемьевич.
Семь представителей рода владели населёнными имениями (1699).
Капитан-поручик флота Александр Возницын, совращен евреем Лейбою в иудейство, за что вместе с совратителем сожжен по высочайше утверждённой резолюции сената в 1738 г. Эта ветвь Возницыных внесена во II часть дворянской родословной книги Владимирской губернии.
Другая линия Возницыных происходит от дьяка Тимофея Гурьевича Возницына (1647—1675). Его потомки владели поместьями в Тверской губернии, где и записаны в VI часть родословной книги.

### Возницкие — польский дворянский род
Польский дворянский род Возницких, герба Цёлек (Циолек), происходил из земель Плоцкого воеводства. Из них Иван Возницкий купил имение Цёлково-Вельке (1742). Возницкий Антон Святославович владел имением Возники (1764). Антон Иванович Возницкий регент Плоцкий, купил имение Залесье (1769).

## Описание герба
В щите, имеющем серебряное поле изображён красный телец, идущий в правую сторону.
Щит увенчан дворянскими шлемом и короной. Нашлемник: выходящий красный телец. Намёт на щите серебряный, подложенный красным. Герб рода Возницыных внесён в Часть 5 Общего гербовника дворянских родов Всероссийской империи, стр. 50.

## Известные представители
- Возницын Богдан — подьячий, воевода в Ваге (1664).
- Возницыны: Прокофий и Артемий — дьяки (1676).
- Возницын Александр Терентьевич — московский дворянин (1682).
- Возницын Артемий Богданович — дьяк (1692).
- Возницын Иван Артемьевич — московский дворянин (1695)[8][9].